# Poimenovanje po Stocku
Poimenovanje po Stocku je sistem za imenovanje anorganskih spojin in ionov z oksidacijskim številom. V imenu spojine se oksidacijsko število elementa navede z rimsko številko znotraj okroglega oklepaja neposredno (brez presledka) za imenom elementa, na katerega se nanaša. Ta sistem poimenovanja je razvil in leta 1919 prvi objavil nemški kemik Alfred Stock.
Kjer je oksidacijsko število iona pričakovano, ga ni treba navajati v oklepaju, na primer pri poimenovanju NaCl zadošča natrijev klorid namesto natrijev(I) klorid ali natrijev(I) klorid(–I).

## Pravila
Oksidacijsko število se zapiše v okroglih oklepajih levostično, torej brez presledka, kot je sicer običajno za slovenski pravopis.
Pri preprostih binarnih spojinah se navaja le pozitivno oksidacijsko število, torej oksidacijsko število prvega elementa v formuli (npr. MnO2 – manganov(IV) oksid). Oksidacijsko število drugega elementa se ne navaja, saj se lahko izračuna; vsota oksidacijskih števil vseh elementov v spojini je 0.

## Primeri
- FeCl2: železov(II) klorid
- FeCl3: železov(III) klorid
- K[MnO4]: kalijev manganat(VII) (poimenovanje po Stocku se uporablja v tem primeru redko, pogostejši je naziv kalijev permanganat)
- [Co(NH3)6]3+: heksaaminkobalt(III)

### Spojine z elementi z mešano valentnostjo
- Co3O4: kobaltov(II,III) oksid (v spojini Co3O4 se nahaja kobalt v dveh oksidacijskih stanjih, pravilnejši  zapis bi bil CoIICoIII2O4 oziroma  [Co2+][Co3+]2[O2−]4[5]
- Sb2O4: antimonov(III,V) oksid (natančnejši zapis formule bi bil SbIIISbVO4 oziroma [Sb3+][Sb5+][O2−]4)